# Frank Ashmore
Pour les articles homonymes, voir Ashmore.
Frank Ashmore (né le 17 juin 1945 à El Paso au Texas) est un acteur américain. Il est connu pour son rôle de Martin dans la mini série V : Les visiteurs de 1983 et sa suite V : la bataille finale. Il figure dans l'épisode pilote de V : La série mais son personnage est tué à la fin de cet épisode. Il réintègre plus tard le programme en tant que Philip, le frère jumeau de Martin.
Ashmore a également joué dans la comédie des années 1980, Y a-t-il un pilote dans l'avion ? et sa suite de 1982, Y a-t-il enfin un pilote dans l'avion ?. Il est aussi apparu dans un film de science fiction/ horreur, The Clonus Horror et dans de nombreuses séries telles que Les Jours heureux, Battlestar Galactica, Les Anges du bonheur ou encore À la Maison-Blanche.

## Filmographie
- 1979 : The Clonus Horror
- 1980 : Y a-t-il un pilote dans l'avion ?
- 1982 : Y a-t-il enfin un pilote dans l'avion ?
- 2012 : Rizzoli & Isles (Saison 3 Episode 9 : Ryan Finnegan)